# Cherry Glacier
Cherry Glacier är en glaciär i Antarktis. Den ligger i Östantarktis. Nya Zeeland gör anspråk på området. Cherry Glacier ligger 1 506 meter över havet.
Terrängen runt Cherry Glacier är varierad. Trakten är obefolkad. Det finns inga samhällen i närheten. 